# Limonia hercegovinae
Limonia hercegovinae är en tvåvingeart som först beskrevs av Gabriel Strobl 1898.  Limonia hercegovinae ingår i släktet Limonia och familjen småharkrankar. Inga underarter finns listade i Catalogue of Life.